# 정세규
정세규(鄭世規, 1583년 ~ 1661년)은 조선 후기의 문신이다. 본관은 동래이고, 자는 동리이다.

## 생애
1613년 사마시에 합격하고, 문음으로, 의금부사를 거쳐 화순현령,안산군수등을 지냈으며, 1636년에는, 충청감사로 특진하였다.

### 병자호란
이듬해 겨울, 청군이 침공하여, 병자호란이 터지자, 남한산성에 고립된, 인조를 구원하기 위해, 8000명의 근왕군을 조직해, 용인의 험천까지 진출하는데 성공하나, 청군의 기습공격을 받고 대패하였으나, 충성심을 인정받아, 패군의 죄를 면죄받았다.

### 호란 후
사헌부에서, 문음출신인 정세규가 특별한 정적이 없으므로 육경이 될 수 없다고, 강하게 반대하였으나, 받아들여지지 않았고, 정세규는 이후 형조판서,전주부윤,대사헌 등을 지내었고, 이조판서에 이르렀다. 1654년에는, 강화유수가 되어, 승천,연미,갑곶,광성 등에 진을 설치하기도 하였다. 이후 1661년 노화로 사망하였으며, 시호는 경헌이다.